# Jansen (cratère)
Ne doit pas être confondu avec Janssen (cratère lunaire).
Pour les articles homonymes, voir Jansen.
Jansen est un cratère lunaire situé sur la face visible de la Lune. Il se trouve au nord de la Mare Tranquillitatis. Le cratère se trouve à l'est-sud-est du cratère Plinius. L'intérieur est relativement plat, ce qui pourrait indiquer qu'il a été couvert par la lave. Au nord-ouest du rebord s'étend une crevasse lunaire nommé "Rima Jansen". À l'est et au sud-est sont visibles des crêtes dénommées dorsum.
En 1935, l'Union astronomique internationale lui a attribué le nom de Jansen en l'honneur de Zacharias Jansen, créateur de lunettes astronomiques et de microscopes optiques.

## Cratères satellites
Par convention, les cratères satellites sont identifiés sur les cartes lunaires en plaçant la lettre sur le côté du point central du cratère qui est le plus proche de Jansen.
| Jansen | Latitude | Longitude | Diamètre |
| ------ | -------- | --------- | -------- |
| D      | 15.7° N  | 28.4° E   | 7 km     |
| E      | 14.5° N  | 27.8° E   | 7 km     |
| G      | 9.3° N   | 26.0° E   | 6 km     |
| H      | 11.4° N  | 28.4° E   | 7 km     |
| K      | 11.5° N  | 29.7° E   | 6 km     |
| L      | 14.7° N  | 30.1° E   | 7 km     |
| R      | 15.2° N  | 28.8° E   | 25 km    |
| T      | 11.4° N  | 33.5° E   | 5 km     |
| U      | 11.9° N  | 32.3° E   | 4 km     |
| W      | 10.2° N  | 29.5° E   | 3 km     |
| Y      | 13.4° N  | 28.6° E   | 4 km     |

Les trois cratères satellites suivants B, C et F ont reçu officiellement un nom par l'Union astronomique internationale.
- Jansen B — voir Carrel.
- Jansen C — voir Beketov.
- Jansen F — voir Cajal.